# オバー自慢の爆弾鍋
「オバー自慢の爆弾鍋」（オバーじまんのばくだんなべ）は、日本の音楽グループ・BEGINの楽曲の一つ。2002年7月3日発売のアルバム『ビギンの島唄 〜オモトタケオ2〜』に収録されている。
また、これにインスパイアされた特撮テレビドラマが2012年に沖縄テレビ放送（OTV）で全13回放送された。本項ではドラマ版について述べる。

## ストーリー
拾った爆弾で鍋を作り、その鍋で食堂「じまん屋」をはじめたカマド。オバーになったカマドは、毒舌だが料理の腕はピカイチであり、今日も元気に爆弾鍋をふるっている。オカマのヨシコや几帳面な三子とともに食堂を切り盛りしているカマドの前に、突然、カマドの孫の思戸（おみと）がやってくる。

## 登場人物
カマド
食堂「じまん屋」を切り盛りしているオバー。
思戸（おみと）
カマドの孫。
ヨシコ
「じまん屋」のオカマ従業員。
三子
「じまん屋」の従業員、几帳面である。
昇
青年会長をしている若者、思戸に想いを寄せている。
武
青年会の若者である。
真
青年会の若者である。
大宜味刑事
「じまん屋」の常連客。
紅壱
昇にタカるおじさんであり思戸の父である。
キジムナー
カマドを殺そうと企む凶悪な妖怪である。

## キャスト
- カマド：吉田妙子
- 思戸：AKINA
- ヨシコ：よっちゃん
- 三子：やよい（いずみ&やよい）
- 昇：ベンビー
- 武：大城康由
- 真：比嘉恭平
- 大宜味刑事：城間祐司（ゆうりきや〜[2]）
- 紅壱：普久原明
- 藍子：栗咲寛子
- 智子：前原エリ
- 用子：木嶋のりこ
- 宮城ヨシヤ：平安信行
- 宮城夏生：我如古芹璃
- 徹：普久原男
- 観光客A：大城龍之介
- 観光客B：豊見山あずさ

## テーマソング
- オープニング - 「オバー自慢の爆弾鍋」歌：BEGIN
- エンディング - 「行ってくるよ」 歌：きいやま商店

## 放送日程
|        | タイトル                    | 放送日        |
| 第1話  | カマド自慢の爆弾鍋          | 2012年4月6日  |
| 第2話  | 思戸、約束のティーアンダ    | 2012年4月13日 |
| 第3話  | キジムナー期待のやっけー女  | 2012年4月20日 |
| 第4話  | ヨシコオカマの本音トーク    | 2012年4月27日 |
| 第5話  | 武 純愛の毛あしび           | 2012年5月4日  |
| 第6話  | 三子 キチキチのUFO探し      | 2012年5月11日 |
| 第7話  | 用子 キス後の恋の行方       | 2012年5月18日 |
| 第8話  | 藍子 噂のタブロイドガール   | 2012年5月25日 |
| 第9話  | 昇 恋のラブレター作戦       | 2012年6月1日  |
| 第10話 | 紅壱 疑惑のウンタマギルー   | 2012年6月8日  |
| 第11話 | 大宜味刑事 思い出の沖縄そば | 2012年6月15日 |
| 第12話 | 真 運命のスピーディッシュ恋 | 2012年6月22日 |
| 最終話 | オバー自慢の孫娘            | 2012年6月29日 |